# Isdigusnas
Isdigusnas (em grego: Ισδιγουσνας; romaniz.: Isdigousnas), Izade Gusnaspe (em persa médio: Izad Gušnasp), Iezate Vesnaspe (em armênio: Եզաթվշնասպ; romaniz.: Yezatvšnasp) ou Iasdã (em árabe: يزدان; romaniz.: Yazdan), foi um nobre sassânida de origem parta ou dailamita conhecido principalmente por suas guerras na Armênia. Em 451, participou da campanha para suprimir a revolta armênia de Vardanes II Mamicônio e em 464 levou, sob ordens do xá Perozes I (r. 459–484), os cativos à província de Hareve.
Mais tarde, em data incerta, tornou-se o comandante de Bolberde, uma fortaleza sassânida amplamente conhecida por suas minas de ouro. Então, pelos anos 482, é novamente citado quando Sapor Mirranes levou para Bolberde alguns cativos capturados por Zarmir, o Azarapates em sua campanha para suprimir a revolta armênia de Vaanes I Mamicônio.

## Nome
Isdigusnas (Ισδιγουσνας, Isdigousnas) é a forma grega do nome composto persa médio Izade / Iasde Gusnaspe (Izad Gušnasp), "Deus é Gusnaspe", que também ocorre no armênio Iezate Vesnaspe (Եզաթվշնասպ, Yezatvšnasp). Izade / Iasde derivou do avéstico iazata (yazata), "deus". Por sua vez, Gusnaspe é formado por gušn (do iraniano antigo *vṛšna-), "macho", e asp, "cavalo", e significa "aquele com cavalos". Foi registrado em armênio como Vesnaspe (Վշնասպ, Všnasp).

## Biografia

### Origens

Armênia (amarelo) durante a Antiguidade Tardia

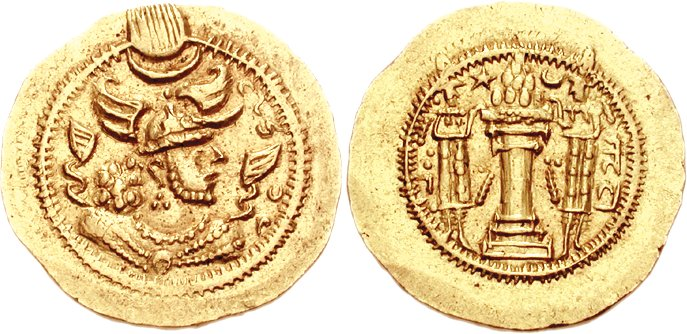
Dinar de ouro de r.

Segundo fontes armênias, Isdigusnas era da Casa de Mirranes e filho de certo Astate. Segundo o historiador armênio Lázaro de Farpe, também era o irmão adotivo do xá sassânida Perozes I (r. 459–484), o filho de Isdigerdes II (r. 438–457). Contudo, de acordo com o historiador iraniano ibne Isfandiar, era irmão Astate e nasceu no Dailão, no norte do Irã, de onde imigrou ao Tabaristão após entrar em conflito com os mais proeminentes nobres da classe uzurgã.

### Carreira na Armênia
Em 451, os armênios cristãos, que estavam sob constante perseguição de Isdigerdes, revoltaram-se contra o último sob o líder deles Vardanes II Mamicônio. Isdigusnas, junto com Axtata, desempenhou um papel proeminente na supressão da revolta. Conseguiram capturar vários nobres armênios junto com seus sacerdotes e os prenderam em Nixapur. Em 464, recebeu ordens de Perozes I para levar os armênios presos para Hareve para usá-los no exército.
Isdigusnas é depois citado como comandante de Baiberta, uma fortaleza ao norte de Garim. A fortaleza tinha muitas minas de ouro, que eram muito importantes para os sassânidas e precisaram ser protegidas dos bizantinos. Durante este período, as relações entre a família de Isdigusnas e Perozes I estavam florescendo, e Perozes mais tarde casou-se com a filha de Axtata.
Em 482, os armênios, juntamente com os ibéricos, rebelaram-se contra os sassânidas. Perozes respondeu enviando várias exércitos para subjugar os rebeldes. Algum tempo depois, o nobre sassânida Zarmir, o Azarapates da Casa de Carano foi bem sucedido em sua campanha contra os armênios e conseguiu capturar vários deles, incluindo nobres da família Camsaracano. Zarmir logo entregou os cativos armênios para outro general chamado Sapor Mirranes, que entregou-os para Isdigusnas em Bolberde. Após este evento, Isdigusnas não é mais mencionado nas fontes.